# IROC XIX

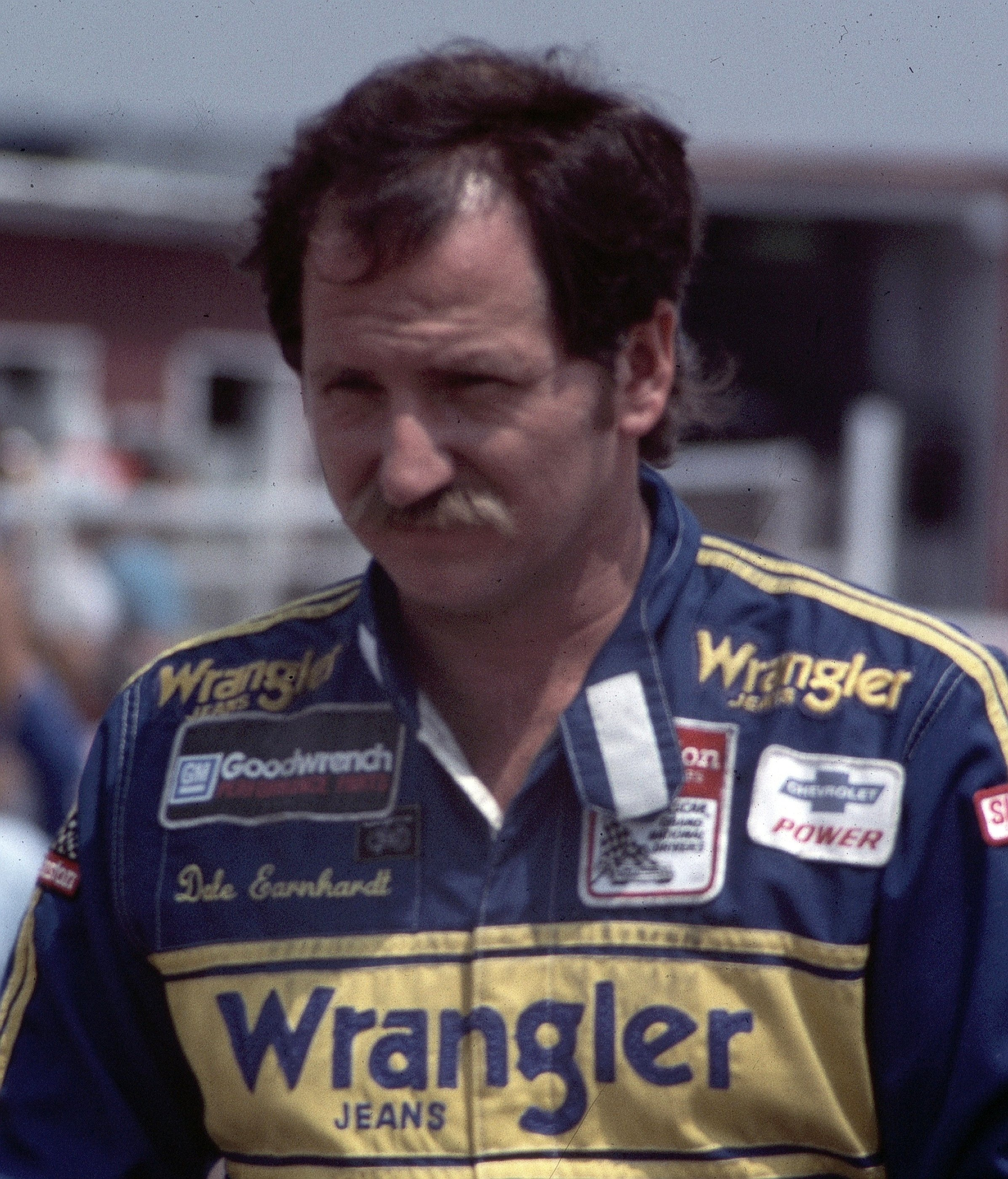
Dale Earnhardt, le vainqueur de l’IROC XIX

La 19e édition de l'International Race of Champions, disputée en 1995, a été remportée par l'Américain Dale Earnhardt. Tous les pilotes  conduisaient des Dodge Avenger.

## Courses de l'IROC XIX
| Date            | Lieu       | Vainqueur      | Nationalité | Championnat d'origine |
| 17 février 1995 | Daytona    | Dale Earnhardt | États-Unis  | Winston Cup (NASCAR)  |
| 25 mars 1995    | Darlington | Mark Martin    | États-Unis  | Winston Cup (NASCAR)  |
| 29 avril 1995   | Talladega  | Dale Earnhardt | États-Unis  | Winston Cup (NASCAR)  |
| 29 juillet 1995 | Michigan   | Al Unser Jr.   | États-Unis  | CART                  |

## Classement des pilotes
| Classement | Pilote            | Pays             | Championnat          | Points |
| ---------- | ----------------- | ---------------- | -------------------- | ------ |
| 1er        | Dale Earnhardt    | États-Unis       | Winston Cup (NASCAR) | 61     |
| 2e         | Mark Martin       | États-Unis       | Winston Cup (NASCAR) | 57     |
| 3e         | Scott Pruett      | États-Unis       | CART                 | 53     |
| 4e         | Jeff Gordon       | États-Unis       | Winston Cup (NASCAR) | 51     |
| 5e         | Tommy Kendall     | États-Unis       | Trans-Am (SCCA)      | 49     |
| 6e         | Ken Schrader      | États-Unis       | Winston Cup (NASCAR) | 43     |
| 7e         | Al Unser Jr.      | États-Unis       | CART                 | 42     |
| 8e         | Steve Kinser      | États-Unis       | World of Outlaws     | 42     |
| 9e         | Rusty Wallace     | États-Unis       | Winston Cup (NASCAR) | 33     |
| 10e        | Ricky Rudd        | États-Unis       | Winston Cup (NASCAR) | 32     |
| 11e        | Hurley Haywood    | États-Unis       | IMSA                 | 22     |
| 12e        | Steve Millen (en) | Nouvelle-Zélande | IMSA                 | 20     |

Notes:
- Blessé, Al Unser Jr. n'a pas participé aux manches de Darlington et Talladega.
- Steve Millen (en) n'a pas participé à la manche du Michigan.